# Everwood
Everwood – amerykański serial telewizyjny.
Serial opowiada o losach neurochirurga Andy'ego Browna, którego życie całkowicie się zmienia po śmierci jego żony. Z dnia na dzień postanawia z dwójką swoich dzieci przenieść się z Nowego Jorku do małego miasteczka, Everwood, gdzie otwiera małą przychodnię.

## Główne Role
- Treat Williams: Andrew Brown
- Brenda Strong: Julia Brown
- Gregory Smith: Ephram Brown
- Vivien Cardone: Delia Brown
- Emily VanCamp: Amy Nicole Abbott
- Tom Amandes: Harold Abbott
- John Beasley: Irv Harper
- Chris Pratt: Bright Abbott
- Debra Mooney: Edna Harper
- Stephanie Niznik: Nina Feeney
- Mike Erwin: Colin Hart
- Scott Wolf: Dr Jake Hartman
- Justin Baldoni: Reid Bardem
- Merrilyn Gann: Major Rose Abbott
- Sarah Drew: Hannah
- Sarah Lancaster: Madison Kellner